# اوا سارینن
اوا سارینن (به انگلیسی: Eeva Saarinen) (زادهٔ ۱۲ ژوئن ۱۹۸۴) شناگر اهل فنلاند است.